# May Frayn
May Frayn è un personaggio del fumetto fantascientifico Nathan Never, edito dalla Sergio Bonelli Editore ed ideato dal trio Michele Medda, Antonio Serra e Bepi Vigna.

## Biografia del personaggio
May è raffigurata come una donna molto prosperosa e molto bella, con i lineamenti mediterranei, in contrasto con la figura più snella e mascolina di Legs Weaver.

### Prima dell'ingresso in Agenzia Alfa
May Frayn, assieme alle sue sorella April e July, è figlia di Donald Frayn, noto esperto mondiale d'arte. Dopo la morte della madre e il nuovo matrimonio del padre con quella che sarebbe diventata la madre di July, April e May vengono spedite in un collegio, per poi essere richiamate a casa ormai adolescenti dal padre, nuovamente vedovo, che vuole trasformare le sue figlie in ladre di opere d'arte precedentemente rubate da collezionisti privati al fine di riconsegnarle ai musei affinché chiunque possa ammirarle. May e April sono addette al recupero fisico delle opere, mentre July, nel frattempo cresciuta, si occupa dell'aspetto informatico delle missioni. July Frayn infatti possiede nel suo corpo nanoidi, che le consentono una facile interazione con tutto ciò che è tecnologico. È proprio durante una di queste missioni (Nathan Never Speciale nº3 "Caccia al ladro") che le sorelle Frayn si scontrano con gli Agenti Alfa, incaricati di proteggere l'opera che le tre ladre dovevano rubare. Allo scopo di controllare gli agenti con cui si sarebbero scontrate, April si avvicina a Nathan, mentre May si avvicina a Legs Weaver. Nasce così una strana e intima amicizia tra ladri e cacciatori. Quando gli agenti Alfa catturano le ladre, esse si offrono di collaborare per recuperare un'altra opera correlata al ritrovamento del vero Palladio. La collaborazione produce buoni risultati, così Reiser offre alle tre sorelle un posto in agenzia. Mentre May e April accettano, July si rifiuta e continuerà a lavorare con suo padre.

### La vita con Legs Weaver
Per undici anni May dividerà la sua vita privata e lavorativa con Legs, in un rapporto strano e ambiguo. Sebbene le due abbiano avuto anche una relazione sentimentale ed almeno in una occasione un rapporto sessuale, Legs è profondamente innamorata di May, mentre May non disdegna di concedersi avventure e anche fidanzamenti con vari uomini, uno tra tutti Raul Leblanc, anche lui ex ladro, con il quale May avrà una relazione lunga e travagliata, fino alla rottura che sarà conseguenza del fatto che May si trova costretta ad uccidere dopo un duello all'ultimo sangue, la sorella di Raul, anche lei ladra. In questa stravagante relazione, May non manca di mostrarsi gelosa nei confronti di Legs quando quest'ultima inizia a frequentare Janet Blaise. Il chiarimento tra le due donne suona come un divorzio in un matrimonio che non si è mai realizzato (nell'albo n. 51 della serie di Legs, "Gli amori perduti"): le due donne continueranno a vivere insieme per altri anni, pur libere di vivere ciascuna la propria vita fino a quando May deciderà di andare a vivere altrove per consentire a Legs di vivere il suo rapporto con Janet Blaise (albo n. 103 "L'inferno di cristallo"). Suona particolare il fatto che tutte le scene di intimità o i baci scambiati tra le due donne non siano apparse su albi della serie di Legs, ma su quelli di Nathan Never. Dal punto di vista strettamente professionale May è la spalla di Legs, con la peculiare caratteristica di rimanere frequentemente nuda nel corso di numerosi albi. Famoso è diventato il reggiseno-pistola, che May è in grado di montare in pochi secondi. Tra gli sketch che la vedono protagonista, sono numerosi quelli in cui il giovane vicino di casa Rick o il draghetto domestico Harvey tentano di spiarla mentre è nuda sotto la doccia. Altre avventure ai limiti dell'autoironia la vedono atleta olimpica, modella, attrice e ladra di budino in un supermarket chiuso in un giorno di festa. Non mancano però anche momenti drammatici, nel corso delle solitamente scanzonate avventure al fianco di Legs: May è vittima di uno stupro, che la porterà ad avere in seguito problemi psicologici. Nel frattempo, May appare come comprimaria anche nella serie di Nathan Never, dove dimostra di saper parlare perfettamente il Giapponese e dove si realizzano altri aspetti drammatici della sua vita: prima la morte del padre, poi la scoperta che July è diventata una killer a pagamento, fino alla scomparsa di April, dispersa sull'Asteroide Argo. Una delle scene più intense che la vede protagonista avviene nel corso della saga Alfa in cui May incontra il clone deforme di April e la stringe in un forte abbraccio.

### Una nuova famiglia
Subito prima dell'inizio della guerra contro le Stazioni Orbitanti, May inizia una relazione con il mutato Branko, per il quale abbandona la casa in cui aveva convissuto con Legs. Dopo la fine della guerra (in cui la serie effettua un salto in avanti di tre anni) i due vivono assieme alla piccola Kay su una barca ormeggiata nei pressi della Città. L'ultimo periodo presenta una nuova May, molto materna nei confronti della figlia adottiva e molto legata al suo compagno. Legs è scomparsa dalla sua vita, non per sua volontà ma perché l'ex agente Alfa ha deciso di tagliare i ponti con il passato e ancora non ha trovato il coraggio di incontrare nuovamente la sua ex compagna.

## Riferimenti
Il personaggio di May e quelli delle sue sorelle April e July sono ispirati alle tre protagoniste del manga e anime giapponese Occhi di gatto, anch'esse tre sorelle ladre e specializzate nel furto di opere d'arte. La citazione è resa esplicita nello Speciale Nathan Never n. 3, in cui le sorelle vivono nello Tsukasa Residence, chiaro riferimento all'autore del manga, Tsukasa Hōjō.
I nomi delle tre sorelle April, May e July richiamano invece i personaggi disneyani di April, May e June (in italiano Emy, Ely, Evy), le tre nipotine di Daisy Duck (Paperina). Il nome del padre delle tre sorelle bonelliane, Donald Frayn, potrebbe essere inoltre un riferimento al personaggio di Donald Duck (Paperino).